# Mount Wuteve
Der Mount Wuteve ist ein Berg im Norden Liberias mit einer Höhe von 1447 m. Er markiert den höchsten Punkt des Landes.  Er wird geografisch in die Regionen Westafrikanisches Bergland und der Oberguineaschwelle eingeordnet. SRTM-Daten zeigten in neuerer Zeit, dass die bis dato angegebene Höhe von 1380 m zu niedrig war.